# Rumo
Rumo là một đô thị ở tỉnh Trento ở vùng Trentino-Alto Adige/Südtirol của Ý, tọa lạc cách 45 km về phía bắc của Trento. Tại thời điểm ngày 31 tháng 12 năm 2004, đô thị này có dân số 833 người và diện tích là 30,8 km².
Rumo giáp các đô thị: Ulten, Proveis, Bresimo, Cagnò, Revò và Livo.